# Nyivicsino
Nyivicsino (macedónul: Нивичино) település Észak-Macedóniában, a Délkeleti körzetben, a Vaszilevói járásban.

## Népesség
| Lakosok száma | 353  | 380  | 341  | 302  | 61   | 5    |      |
|               | 1948 | 1953 | 1961 | 1971 | 1981 | 1991 | 1994 |

- 2002-ben lakatlan település, korábban macedónok lakták.